# Wilhelm von Voss (Landrat)
Wilhelm Friedrich Heinrich Ludwig Freiherr von Voss, aus der Familie von Voß (* 6. Dezember 1784 (1785 ?) in Magdeburg; † 13. Mai 1818 in Höhscheid, heute ein Stadtteil von Solingen) war ein preußischer Verwaltungsbeamter.

## Leben

### Herkunft
Wilhelm entstammte der uradeligen Familie von Voß aus Mecklenburg. Die Familie nutzt bisher ausschließlich die Schreibweise Voß. Er war der älteste Sohn des preußischen Majors Albrecht Leopold von Voß (* 1763; † 1793) und der Auguste Albertine Gräfin von der Schulenburg (* 1764; † 1810). Die Eltern ließen sich scheiden, der Vater heiratete nochmals, eine Frau von Wolky. Der später durch den Besitz mit dem Grafentitel ausgestattete Ferdinand von Voß-Buch war ein Bruder. Die bekanntgewordene Juliane von Voß, Gräfin von Ingenheim, eine Tante. Friedrich Christoph Hieronymus von Voß war sein Großvater.
Der unverheiratet gebliebene von Voss war von lutherischer Konfession. Neben seiner Beamtenlaufbahn firmierte er als Gutsbesitzer im Brandenburgischen Glien- und Löwenbergschen Kreis.

### Werdegang
Zu Wilhelm von Voß’ Ausbildung liegen keine Nachrichten vor. Nach Romeyk war er „Kreisdeputierter, Leiter der Ritterschaft und der Stände bei der Landschaft Berlin,“ als er zum 28. November 1815 in das nach dem Wiener Kongress an Preußen gefallene Rheinland versetzt wurde. Als Zivilkommissar gehörte er dem Generalgouvernement vom Nieder- und Mittelrhein in Aachen an und wurde zugleich als Spezialkommissar dem Kreisdirektor in Kleve beigeordnet. Von dort wurde er im Juni 1816 zunächst kommissarisch mit der Verwaltung des neu gebildeten Kreises Solingen beauftragt, die ihm mit Allerhöchster Kabinettsorder vom 16. Januar 1817 auch definitiv übertragen wurde. Seine Abberufung war bereits in Vorbereitung, als er sich am 13. Mai 1818 das Leben nahm.